# Dictyochloris
Dictyochloris, rod zelenih algi smješten u vlastitu porodicu Dictyochloridaceae, dio reda Sphaeropleales. Postoje svega dvije priznate vrste, obje terestrijalne.

## Vrste
1. Dictyochloris fragrans Vischer - tipična
2. Dictyochloris pulchra T.R.Deason & W.R.Herndon